# Пандемија ковида 19 у Новој Шкотској
Пандемија ковида 19 у Новој Шкотској је вирусна пандемија болести корона вируса 2019 (ковид 19), нове заразне болести узроковане тешким акутним респираторним синдромом коронавирус 2 (САРС-КоВ-2). Дана 15. марта 2020. објављено је да постоје три претпостављена случаја у Новој Шкотској. Сва три случаја су била везана за путовања.
Провинција је једна од четири провинције у Атлантском мехуру, заједно са Њу Брансвиком, Острвом Принца Едварда и Њуфаундлендом и Лабрадором који су пријавили знатно мањи број случајева током пандемије ковида 19 у Канади. Међутим, балон је суспендован у новембру 2020. због повећања броја случајева у све четири провинције. Поново је уведен у пролеће 2021, али поново суспендован у јесен 2021.
До 19. јануара 2022. Нова Шкотска је пријавила 32.385 случајева и седма је по броју случајева ковида 19 у Канади.

## Временска линија

### 2020
Дана 15. марта откривена су прва три претпостављена случаја у Новој Шкотској, сва су везани за путовања. Та три случаја су обухватала жену у својим 60-им годинама из округа Кингс која је посетила Аустралију и вратила се 8. марта, мушкарац у касним 50-им годинама из области Халифакса који је присуствовао конференцији у Калифорнији и вратио се 13. марта, и мушкарац у својим 30-им годинама из области Халифакса, који је путовао „широм Европе“ и вратио се у Канаду 10. марта.
Дана 16. марта пријављена су још два случаја. Мушкарац и жена у 50-им годинама из области Халифакса који нису путовали, али су били у „блиском контакту са појединцима који су недавно путовали ван земље“.
Главни медицински службеник за здравство Роберт Странг је 17. марта најавио да ће престати са пријављивањем информација о појединачним случајевима како би се заштитила приватност пацијената, као и да би се спречио лажни осећај сигурности у заједницама без откривених случајева.
Дана 22. марта је покрајинско ванредно стање у покрајини. Такође је објављено да је микробиолошка лабораторија Центра здравствених наука, Kраљицa Елизабетa II у Халифаксу, сертификована да извештава о позитивним и негативним тестовима на ковида 19, тако да се случајеви могу потврдити унутар провинције, без потребе за слањем узорака у Националну лабораторију за микробиологију на верификацију.
Дана 23. марта, објављено је да је најмање један од нових случајева било дете млађе од 10 година.
Жена из Халифакса је 29. марта кажњена са 697.50 долара, а полиција јој је запленила возило након што је пронађена у парку упркос томе што је Нова Шкотска затворила паркове и плаже за јавност према закону о ванредним мерама.
Роберт Странг је 30. марта објавио први званични случај ширења у самој заједници, према владиној дефиницији случаја који се не може повезати са путовањем или раније познатим случајем.
Дана 31. марта, објављено је да су идентификовани случајеви код четири члана особља и два штићеника старачког дома.
Дана 7. априла, провинција је пријавила своју прву смрт, жена из Кејп Бретона у 70-им годинама са основним здравственим проблемима.
Дана 9. априла, провинција је пријавила своју другу смрт, жену из Кејп Бретона у 90-им годинама са основним здравственим стањем.
Дана 13. априла, провинција је пријавила своју трећу смрт, мушкарца у својим 80-им годинама у области Халифакса са основним здравственим проблемима.
Дана 17. априла, провинција је пријавила свој четврти смртни случај, жену из Кејп Бретона у 80-им годинама са основним здравственим проблемима.
Дана 18. априла, провинција је пријавила још три смртна случаја, чиме је укупан број у покрајини порастао на седам. Сва три смртна случаја догодила су се у старачком дому, Нортвуд Халифакс Кампус у регионалној општини Халифакс.
29. мај је био први дан, од како је ковид 19 стигао у Нову Шкотску, да није забележен ниједан нови случај заразе.

### 2021
На 1. мај 2021. године забележен је рекордних 148 нових случајева ковида 19 у провинцији, чиме је оборен претходни рекорд од 96 заражених, са 30 људи у болници и 5 на интензивној нези.
Дана 4. маја 2021. године забележен је нови рекорд од 153 нова случаја и додатно још два потврђена смртна случаја у вези са ковидом 19.
Покрајина је 9. новембра 2021. најавила привремено затварање основне школе Бартон Етингер у Халифаксу до 17. новембра.
Дана 17. новембра 2021. године пастор Роберт Смит из цркве Госпел Лајт Баптист у Амхерсту кажњен је новчаном казном од 2.422 долара због верског скупа који се догодио између 25. и 29. октобра, кршећи неке од мере које су уведене због ковида 19 а према Закону о здравственој заштити.. Наводи се да је скуп одговоран за избијање ковида 19 у северним и западним здравственим зонама.  Каже се да је због скупа 31 становник и 10 запослених заражено и да су били позитивни на вирус, а да је двоје умрло. Смрт у северној здравственој зони такође је повезивана са верским окупљањем.
Дана 3. децембра 2021. Универзитет Светог Фрање Ксавијера одржао је годишњу церемонију Икс-прстена уз присуству не хиљаде људи. Наводуи се да је ова церемонија довела је до избијања ковида 19 у школској заједници и на другим местима у провинцији. Премијер Нове Шкотске Тим Хјустон објавио је 17. децембра 2021. да су универзитету и њиховој Унији студената издате казне за прекршај по скраћеном поступку и да су новчано кажњени са по 11.622,50 долара, што је био и максималан износ казне. Хјустон је рекао да се универзитет није придржавао провинцијских ограничења за ковид 19, посебно захтева за ношење маски. Од тада, покрајина је почела да доживљава пораст броја случајева ковида, са њиховим највећим, једнодневним рекордом од 2. јануара 2022, са 1.184 нова случаја.

### Подаци по здравственим зонама
| Централни део - Зона 4                                                                                 | 6.087 | 16 | 95 | 5.905 | 461.674 | 20,58 | 87 | [ 23 ] [ 24 ] [ 25 ] |
| Источни део - Зона 3                                                                                   | 724   | 0  | 3  | 713   | 162.088 | 1,85  | 8  | [ 26 ] [ 27 ]        |
| Северни део - Зона 2                                                                                   | 876   | 16 | 95 | 774   | 148.470 | 63,99 | 7  |                      |
| Западни део - Зона 1                                                                                   | 635   | 3  | 10 | 617   | 199.165 | 5,02  | 8  | [ 28 ]               |
| Подаци добијени са контролне табле за Нову Шкотску. Подаци о становништву са канадског пописа из 2016. |       |    |    |       |         |       |    |                      |